# 2000 Watts
2000 Watts ist ein Song des US-amerikanischen Sängers Michael Jackson, der am 29. Oktober 2001 auf dessen zehnten Studioalbum, Invincible, erschien.

## Entstehung
2000 Watts wurde von Michael Jackson, Teddy Riley, Tyrese Gibson und JaRon Henson geschrieben und von Jackson und Riley produziert. Teddy Riley und JaRon Henson schrieben den Song ursprünglich für Gibsons 2000 Studioalbums. Der Titel ist möglicherweise eine Anspielung an Tyrese Gibsons Geburtsort, Watts, der als einer der gefährlichsten Bezirke in Los Angeles gilt. Jacksons bat den Song für sein Album aufzunehmen, was dann auch geschah. Im Gegensatz zu frühen Zusammenarbeiten gewährte Jackson Riley mehr Kontrolle. So ähnelt 2000 Watts Songs wie Like Tellin’ Me No oder Spend Time vom Album Guy III der Band Guy, in der Riley auch Mitglied war. Jedoch ist der Sound kälter und industrieller.

## Inhalt
2000 Watts vergleicht Geschlechtsverkehr mit elektrischen Überladungen. Der Verweis auf elektrische Überladungen wurde möglicherweise von dem Jahr-2000-Problem inspiriert.

## Kritiken
The Stuart News bezeichnete 2000 Watts als „peppige Club-Hymne in Erwartungshaltung“, welche die Vorab-Single des Albums hätte sein müssen.

## Besetzung
- Komposition – Michael Jackson, Teddy Riley, Tyrese Gibson, JaRon Henson
- Produktion – Michael Jackson, Teddy Riley
- Solo, Background Vocals – Michael Jackson
- Zusätzliche Background Vocals – Teddy Riley
- Synthesizer – Teddy Riley
- Keyboard – Teddy Riley
- Tontechniker – Teddy Riley, George Mayers
- Synthesizer Programmierung – Michael Jackson, Brad Buxer
- Mix – Bruce Swedien, Teddy Riley, George Mayers[2]